# Heteragrion atrolineatum
Heteragrion atrolineatum là loài chuồn chuồn trong họ Megapodagrionidae. Loài này được Donnelly miêu tả khoa học đầu tiên năm 1992.